# Осцилятор Ван дер Поля

Коливання при.

Осцилятор Ван дер Поля є одним з класичних прикладів неконсервативного коливання в динамічних системах з нелінійним згасанням. Система задовольняє звичайне диференціальне рівняння другого порядку
{\displaystyle {d^{2}x \over dt^{2}}-\mu (1-x^{2}){dx \over dt}+x=0},
де {\displaystyle x} (насправді функція часу {\displaystyle x(t)}) означає позицію точки в одновимірному фазовому просторі, {\displaystyle \mu } скалярний параметр який контролює нелінійність та згасання.
Коли {\displaystyle \mu =0}, тобто коли згасання відсутнє, рівняння спрощується до (консервативного) гармонічного осцилятора
{\displaystyle {d^{2}x \over dt^{2}}+x=0.}

## Двовимірна форма

Фазові траєкторії двовимірної системи при різних значеннях параметра.

Коли {\displaystyle \mu >0}, нульовий розв'язок системи нестійкий. За допомогою теореми Ліенара можна довести що система має стійкий граничний цикл. Нехай  {\displaystyle y={\dot {x}}}, тоді систему можна записати у двовимірному просторі як
{\displaystyle {\dot {x}}=y}
{\displaystyle {\dot {y}}=\mu (1-x^{2})y-x,}
або, якщо взяти {\displaystyle y=x-x^{3}/3-{\dot {x}}/\mu },
{\displaystyle {\dot {x}}=\mu \left(x-{\frac {1}{3}}x^{3}-y\right)}
{\displaystyle {\dot {y}}={\frac {1}{\mu }}x.}

## Вимушені коливання

Детермінований хаос в системі Ван дер Поля з вимушеним коливанням. Параметр нелінійного загасання, амплітуда, кутова швидкість.

Осцилятор Ван дер Поля з вимушеними коливаннями під впливом зовнішньої періодичної сили можна записати наступним чином
{\displaystyle {d^{2}x \over dt^{2}}-\mu (1-x^{2}){dx \over dt}+x-A\sin(\omega t)=0,}
де {\displaystyle A} задає амплітуду, а {\displaystyle \omega } кутову швидкість.

## Історія
Осцилятор був вперше досліджений голландським фізиком Балтазаром Ван дер Полом та був названий на його честь.
Рівняння Ліенара, назване на честь французького інженера Альфред-Марі Ліенара, є узагальненням системи Ван дер Поля.